# Arkham House
Arkham House este o editură americană specializată în publicarea de volume de ficțiune ciudată (un subgen al ficțiunii speculative). A fost fondată în Sauk City, Wisconsin în 1939 de August Derleth și Donald Wandrei pentru a conserva lucrările lui H. P. Lovecraft. Numele editurii este bazat pe numele orașului fictiv din New England, Arkham, care apare în lucrările lui Lovecraft.

## Cărți Arkham House

### Anii 2010
- The Arkham Sampler (1948-1949), antologie de George Vanderburgh și Robert Weinberg (2010)
- Baker Street Irregular, de Jon Lellenberg (2010)

### Anii 2000
- The Macabre Quarto, de August Derleth
  - vol. 1: Who Shall I Say Is Calling & Other Stories antolgie de Stephen Dziemianowicz and Robert Weinberg (2009)
  - vol. 2: The Sleepers and other Wakeful Things introducere de Ramsey Campbell (2009)
  - vol. 3: That Is Not Dead prefață de David Drake (2009)
  - vol. 4: August Derleth's Eerie Creatures prefață de Brian Lumley (2009)
- The Shunned House Facsimile, de H. P. Lovecraft and Robert Weinberg (2008)
- Evermore, antolgie de James Robert Smith and Stephen Mark Rainey (2006)
- Other Worlds Than Ours, de Nelson Bond (2005)
- Cave of a Thousand Tales, de Milt Thomas (2004)
- Selected Letters of Clark Ashton Smith, de Clark Ashton Smith (2003)
- The Cleansing, de John D. Harvey (2002)
- The Far Side of Nowhere, de Nelson Bond (2002)
- Book of the Dead, de E. Hoffmann Price (2001)
- Arkham's Masters of Horror, antolgie de Peter Ruber (2000)
- In the Stone House, de Barry N. Malzberg (2000)

### Anii 1990
- Sixty Years of Arkham House, antolgie de S. T. Joshi (1999)
- Dragonfly, de Frederic S. Durbin (1999)
- New Horizons, antolgie de August Derleth (1999)
- Lovecraft Remembered, antolgie de Peter Cannon (1998)
- Flowers from the Moon and Other Lunacies, de Robert Bloch (1998)
- Voyages by Starlight, de Ian R. MacLeod (1997)
- Synthesis & Other Virtual Realities, de Mary Rosenblum (1996)
- Cthulhu 2000: A Lovecraftian Anthology, antolgie de James Turner (1995)
- Miscellaneous Writings, de H. P. Lovecraft, antolgie de S. T. Joshi (1994)
- The Breath of Suspension, de Alexander Jablokov (1994)
- The Aliens of Earth, de Nancy Kress (1993)
- Alone with the Horrors: The Great Short Fiction of Ramsey Campbell 1961–1991, de Ramsey Campbell (1993)
- Meeting in Infinity, de John Kessel (1992)
- Lord Kelvin's Machine, de James P. Blaylock (1992)
- Gravity's Angels, de Michael Swanwick (1991)
- The Ends of the Earth, de Lucius Shepard (1990)
- Her Smoke Rose Up Forever, de James Tiptree, Jr. (1990)

### Anii 1980
- Tales of the Cthulhu Mythos, de H. P. Lovecraft and Divers Hands (1989)
- Crystal Express, de Bruce Sterling (1989)
- The Horror in the Museum and Other Revisions, de H. P. Lovecraft (1989)
- Memories of the Space Age, de J. G. Ballard (1988)
- A Rendezvous in Averoigne, de Clark Ashton Smith (1988)
- Polyphemus, de Michael Shea (1987)
- The Jaguar Hunter, de Lucius Shepard (1987)
- Tales of the Quintana Roo, de James Tiptree, Jr. (1986)
- Dreams of Dark and Light: The Great Short Fiction of Tanith Lee, de Tanith Lee (1986)
- Dagon and Other Macabre Tales, de H. P. Lovecraft (1986)
- At the Mountains of Madness and Other Novels, de H. P. Lovecraft (1985)
- The Dunwich Horror and Others, de H. P. Lovecraft (1985)
- Lovecraft's Book, de Richard A. Lupoff (1985)
- Who Made Stevie Crye?, de Michael Bishop (1984)
- Watchers at the Strait Gate, de Russell Kirk (1984)
- One Winter in Eden, de Michael Bishop (1984)
- The Zanzibar Cat, de Joanna Russ (1983)
- The Wind from a Burning Woman, de Greg Bear (1983)
- The House of the Wolf, de Basil Copper (1983)
- The Darkling, de David Kesterton (1982)
- Blooded on Arachne, de Michael Bishop (1982)
- Tales from the Nightside, de Charles L. Grant (1981)
- Collected Poems, de Richard L. Tierney (1981)
- The Third Grave, de David Case (1981)
- New Tales of the Cthulhu Mythos, antolgie de Ramsey Campbell (1980)
- Necropolis, de Basil Copper (1980)

### Anii 1970
- The Black Book of Clark Ashton Smith, de Clark Ashton Smith (1979)
- The Princess of All Lands, de Russell Kirk (1979)
- In the Mist and Other Uncanny Encounters, de Elizabeth Walter (1979)
- Half in Shadow, de Mary Elizabeth Counselman (1978)
- Born to Exile, de Phyllis Eisenstein (1978)
- In Mayan Splendor, de Frank Belknap Long (1977)
- The Horror at Oakdeene and Others, de Brian Lumley (1977)
- And Afterward, the Dark, de Basil Copper (1977)
- Kecksies and Other Twilight Tales, de Marjorie Bowen (1976)
- The Height of the Scream, de Ramsey Campbell (1976)
- Literary Swordsmen and Sorcerers, de L. Sprague de Camp (1976)
- Dwellers in Darkness, de August Derleth (1976)
- Selected Letters of H. P. Lovecraft V (1934–1937), de H. P. Lovecraft (1976)
- Selected Letters of H. P. Lovecraft IV (1932–1934), de H. P. Lovecraft (1976)
- Dreams from R'lyeh, de Lin Carter (1975)
- The Purcell Papers, de J. Sheridan LeFanu (1975)
- Nameless Places, antolgie de Gerald W. Page (1975)
- The House of the Worm, de Gary Myers (1975)
- Harrigan's File, de August Derleth (1975)
- Xélucha and Others, de M. P. Shiel (1975)
- Howard Phillips Lovecraft: Dreamer on the Nightside, de Frank Belknap Long (1975)
- The Watchers Out of Time and Others, de H. P. Lovecraft and August Derleth (1974)
- Collected Ghost Stories, de Mary E. Wilkins-Freeman (1974)
- Beneath the Moors, de Brian Lumley (1974)
- Stories of Darkness and Dread, de Joseph Payne Brennan (1973)
- From Evil's Pillow, de Basil Copper (1973)
- Demons by Daylight, de Ramsey Campbell (1973)
- The Rim of the Unknown, de Frank Belknap Long (1972)
- Disclosures in Scarlet, de Carl Jacobi (1972)
- The Arkham Collector: Volume I, antolgie de August Derleth (1972)
- The Caller of the Black, de Brian Lumley (1971)
- Selected Letters of H. P. Lovecraft III (1929–1931), de H. P. Lovecraft (1971)
- Songs and Sonnets Atlantean, de Donald S. Fryer (1971)
- The Arkham Collector Number Ten: Summer, 1971
- Dark Things, antolgie de August Derleth (1971)
- Eight Tales, de Walter de la Mare (1971)
- The Arkham Collector Number Nine: Spring, 1971
- The Face in the Mirror, de Denys Val Baker (1971)
- Selected Poems, de Clark Ashton Smith (1971)
- The Arkham Collector Number Eight: Winter, 1971
- The Horror in the Museum and Other Revisions, de H. P. Lovecraft (1970)
- The Arkham Collector Number Seven: Summer, 1970
- Other Dimensions, de Clark Ashton Smith (1970)
- Demons and Dinosaurs, de L. Sprague de Camp (1970)
- Thirty Years of Arkham House, 1939–69: A History and Bibliography, prepared de August Derleth (1970)
- The Arkham Collector Number Six: Winter, 1970

### Anii 1960
- The Folsom Flint and Other Curious Tales, de David H. Keller (1969)
- Tales of the Cthulhu Mythos, de H. P. Lovecraft and Others (1969)
- The Arkham Collector Number Five: Summer, 1969
- The Arkham Collector Number Four: Winter, 1969
- The Arkham Collector Number Three: Summer, 1968
- Nightmares and Daydreams, de Nelson Bond (1968)
- Selected Letters of H. P. Lovecraft II (1925–1929), de H. P. Lovecraft (1968)
- The Green Round, de Arthur Machen (1968)
- The Arkham Collector Number Two: Winter, 1968
- Strange Gateways, de E. Hoffmann Price (1967)
- Three Tales of Horror, de H. P. Lovecraft (1967)
- The Mind Parasites, de Colin Wilson (1967)
- The Arkham Collector Number One: Summer, 1967
- Travellers by Night, antolgie de August Derleth (1967)
- Deep Waters, de William Hope Hodgson (1967)
- Black Medicine, de Arthur J. Burks (1966)
- Colonel Markesan and Less Pleasant People, de August Derleth and Mark Schorer (1966)
- The Dark Brotherhood and Other Pieces, de H. P. Lovecraft & divers hands (1966)
- Strange Harvest, de Donald Wandrei (1965)
- Something Breathing, de Stanley McNail (1965)
- The Quick and the Dead, de Vincent Starrett (1965)
- Dagon and Other Macabre Tales, de H. P. Lovecraft (1965)
- Poems in Prose, de Clark Ashton Smith (1965)
- Selected Letters of H. P. Lovecraft I (1911–1924), de H. P. Lovecraft (1965)
- Tales of Science and Sorcery, de Clark Ashton Smith (1964)
- Nightmare Need, de Joseph Payne Brennan (1964)
- Portraits in Moonlight, de Carl Jacobi (1964)
- At the Mountains of Madness and Other Novels, de H. P. Lovecraft (1964)
- Over the Edge, antolgie de August Derleth (1964)
- Poems for Midnight, de Donald Wandrei (1964)
- The Inhabitant of the Lake and Less Welcome Tenants, de J. Ramsey Campbell (1964)
- The Dark Man and Others, de Robert E. Howard (1963)
- Mr. George and Other Odd Persons, de Stephen Grendon (1963)
- Who Fears the Devil?, de Manly Wade Wellman (1963)
- Autobiography: Some Notes on a Nonentity, de H. P. Lovecraft: annotated de August Derleth (1963)
- The Dunwich Horror and Others, de H. P. Lovecraft (1963)
- Collected Poems, de H. P. Lovecraft (1963)
- The Horror from the Hills, de Frank Belknap Long (1963)
- 100 Books by August Derleth, de August Derleth (1962)
- The Trail of Cthulhu, de August Derleth (1962)
- Dark Mind, Dark Heart, antolgie de August Derleth (1962)
- Lonesome Places, de August Derleth (1962)
- Dreams and Fancies, de H. P. Lovecraft (1962)
- The Shunned House, de H. P. Lovecraft (1961)
- Fire and Sleet and Candlelight, antolgie de August Derleth (1961)
- Strayers from Sheol, de H. Russell Wakefield (1961)
- Invaders from the Dark, de Greye La Spina (1960)
- Pleasant Dreams: Nightmares, de Robert Bloch (1960)
- The Abominations of Yondo, de Clark Ashton Smith (1960)

### Anii 1950
- The Shuttered Room and Other Pieces, de H. P. Lovecraft and Divers Hands (1959)
- Some Notes on H. P. Lovecraft, de August Derleth (1959)
- Arkham House: The First 20 Years, de August Derleth (1959)
- Nine Horrors and a Dream, de Joseph Payne Brennan (1958)
- The Mask of Cthulhu, de August Derleth (1958)
- Spells and Philtres, de Clark Ashton Smith (1958)
- Always Comes Evening, de Robert E. Howard (1957)
- The Survivor and Others, de H. P. Lovecraft and August Derleth (1957)
- The Feasting Dead, de John Metcalfe (1954)
- The Curse of Yig, de Zealia Bishop (1953)
- Night's Yawning Peal: A Ghostly Company, antolgie de August Derleth (1952)
- Tales from Underwood, de David H. Keller (1952)
- The Dark Chateau, de Clark Ashton Smith (1951)
- A Hornbook for Witches, de Leah Bodine Drake (1950)

### Anii 1940
- The Throne of Saturn, de S. Fowler Wright (1949)
- The Arkham Sampler, Volume II, Number Four: Autumn, 1949
- The Arkham Sampler, Volume II, Number Three: Summer, 1949
- The Arkham Sampler, Volume II, Number Two: Spring, 1949
- The Arkham Sampler, Volume II, Number One: Winter, 1949
- Something About Cats and Other Pieces, de H. P. Lovecraft (1949)
- Not Long for this World, de August Derleth (1948)
- Genius Loci and Other Tales, de Clark Ashton Smith (1948)
- The Arkham Sampler, Volume I, Number Four: Autumn, 1948
- The Arkham Sampler, Volume I, Number Three: Summer, 1948
- The Arkham Sampler, Volume I, Number Two: Spring, 1948
- The Arkham Sampler, Volume I, Number One: Winter, 1948
- Roads, de Seabury Quinn (1948)
- The Fourth Book of Jorkens, de Lord Dunsany (1948)
- The Web of Easter Island, de Donald Wandrei (1948)
- The Travelling Grave and Other Stories, de L. P. Hartley (1948)
- Night's Black Agents, de Fritz Leiber, Jr. (1947)
- Revelations in Black, de Carl Jacobi (1947)
- Dark Carnival, de Ray Bradbury (1947)
- Dark of the Moon: Poems of Fantasy and the Macabre, antolgie de August Derleth (1947)
- This Mortal Coil, de Cynthia Asquith (1947)

- Slan, de A. E. van Vogt (1946)
- The Clock Strikes Twelve, de H. Russell Wakefield (1946)
- Fearful Pleasures, de A. E. Coppard (1946)
- West India Lights, de Henry S. Whitehead (1946)
- Skull-Face and Others, de Robert E. Howard (1946)
- The House on the Borderland and Other Novels, de William Hope Hodgson (1946)
- The Doll and One Other, de Algernon Blackwood (1946)
- The Hounds of Tindalos, de Frank Belknap Long (1946)
- The Lurker at the Threshold, de H. P. Lovecraft and August Derleth (1945)
- Green Tea and Other Ghost Stories, de J. Sheridan LeFanu (1945)
- Witch House, de Evangeline Walton (1945)
- The Opener of the Way, de Robert Bloch (1945)
- Something Near, de August Derleth (1945)
- Marginalia de H. P. Lovecraft (1944)
- Lost Worlds, de Clark Ashton Smith (1944)
- Jumbee and Other Uncanny Tales, de Henry S. Whitehead (1944)
- The Eye and the Finger, de Donald Wandrei (1944)
- Beyond the Wall of Sleep, de H. P. Lovecraft (1943)
- Out of Space and Time, de Clark Ashton Smith (1942)
- Someone in the Dark, de August Derleth (1941)

### 1939
- The Outsider and Others, de H. P. Lovecraft (1939)

## Vezi și
- Listă de edituri de literatură științifico-fantastică
- Categorie:Cărți Arkham House